# Volksbank Kirchhellen
Die Volksbank Kirchhellen eG (im Außenauftritt auch als Volksbank Kirchhellen eG Bottrop bezeichnet) war eine Regionalbank in der Rechtsform einer eingetragenen Genossenschaft. Im Jahr 2017 fusionierten die Volksbank Kirchhellen eG und die Volksbank Dorsten eG zur Vereinten Volksbank eG.

## Zahlen
Ende 2015 lag die Bilanzsumme der Volksbank Kirchhellen eG bei 657 Mio. €. Damit lag die Bank auf Platz 327 der Volksbanken und Raiffeisenbanken in Deutschland. 135 Mitarbeiter (davon 13 Auszubildende) betreuten in 7 Geschäftsstellen rund 32.700 Kunden, davon über 13.000 Mitglieder.

## Geschäftsgebiet
Das Geschäftsgebiet der Volksbank Kirchhellen eG beschränkte sich auf das Stadtgebiet von Bottrop. Dort war die Bank mit den Kompetenzcentern Bottrop und Kirchhellen, dem Anlagecenter Grafenwald und insgesamt vier SB-Centern in den Ortsteilen Fuhlenbrock, Boy und Eigen vertreten.

## Geschichte

### Vorläufer

#### Volksbank eG, Bottrop
Den Grundstein für die spätere Volksbank Kirchhellen eG legten am 27. Dezember 1888 24 Bottroper Bürger mit der Gründung des Bottroper Spar- und Darlehnskassenvereins mit unbeschränkter Haftung. Franz Storb war erster Vorsitzender und die ersten Bankgeschäfte wurden im Haus Jansen, Am Altmarkt 7, abgewickelt. 1926 erfolgte der Einzug in das neu erbaute Bankgebäude in der Kirchhellener Straße 10. Dieses Bankgebäude, welches 1992 unter Denkmalschutz gestellt wurde, stellt heute die Räumlichkeiten der „Alten Börse“ dar. 1971 erfolgte die Grundsteinlegung der neuen Spar- und Darlehnskasse in Bottrop, Kirchhellener Straße 6–8. Das Bankgebäude wurde 1974 bezogen. 1973 wurde die Spar- und Darlehnskasse Bottrop zur Volksbank eG, Bottrop umfirmiert.

#### Volksbank Kirchhellen eG
Am 20. Januar 1889 gründeten 42 Bürger aus allen Schichten der Bevölkerung den Kirchhellener Spar- und Darlehnskassen-Verein, eingetragene Genossenschaft. Im Vorfeld ab etwa 1882 beteiligt war auch der Kirchhellener Johann Breuker (1817–1885), einem Mitbegründer des Westfälischen Bauernvereins, durch die Vermittlung kostenloser Darlehen für Vereinsmitglieder. Im Jahr 1973 wurde die Spar- und Darlehnskasse Kirchhellen zur Volksbank Kirchhellen eG umfirmiert. 1989 erfolgte der Neubau des Gebäudes der Volksbank Kirchhellen eG am Johann-Breuker-Platz 6 in Bottrop-Kirchhellen.

### Fusion
Im Jahr 1990 fusionierten die Volksbank Kirchhellen eG und die Volksbank eG, Bottrop zur Volksbank Kirchhellen eG. Zwischen 2000 und 2003 wurde die historische Rekonstruktion des Gebäudes „Alte Börse“ unter Berücksichtigung der alten Bausubstanz vollzogen. Mit dem Umbau entstanden weitere Büro- und Veranstaltungsräume. Im Jahr 2007 wurde das Kompetenzcenter der Volksbank in der Kirchhellener Straße 6–8 in Bottrop komplett renoviert. Die umgestaltete Kundenhalle im Erdgeschoss wurde am 16. Juli 2007 eröffnet.
Im Jahr 2012 wurde das Anlagecenter in Grafenwald neu gestaltet und im darauffolgenden Jahr begann der Umbau des Kompetenzcenters Kirchhellen. In zehn Monaten Umbauzeit wurden die Räumlichkeiten der Volksbank umgebaut und modernisiert. Eröffnet wurde das neue Gebäude am 14. Oktober 2013. Im Jahr 2017 fusionierten die Volksbank Kirchhellen eG und die Volksbank Dorsten eG zur Vereinten Volksbank eG.

## Tochtergesellschaften
Die Volksbank Kirchhellen eG ist an den Tochtergesellschaften VR Zahlungssysteme eG und Bottroper Sonnenkraft eG beteiligt.